# Dmitri Wjatscheslawowitsch Tschelowenko
Dmitri Wjatscheslawowitsch Tschelowenko (russisch Дмитрий Вячеславович Человенко; * 3. April 1974 in Gorki) ist ein ehemaliger russischer Skispringer.

## Werdegang
Sein internationales Debüt gab Tschelowenko bei der Nordischen Skiweltmeisterschaft 1993 im schwedischen Falun. Dabei sprang er von der Großschanze auf 86 und 89 Meter und erreichte damit Rang 37. Von der Normalschanze belegte er nach Sprüngen auf 73,5 und 66 Meter den 56. Platz. Gemeinsam mit Andrei Sagrjaschski, Sergei Michejew und Michail Jessin erreichte er schließlich im Teamspringen Platz 13 von 14 gestarteten Mannschaften.
Ein Jahr später startete er bei den Olympischen Winterspielen 1994 in Lillehammer. Dabei konnte er sich jedoch nicht durchsetzen und belegte von der Normalschanze nur Rang 54. Von der Großschanze kam er über Rang 49 ebenfalls nicht hinaus. Mit der Mannschaft landete er im Teamspringen auf Platz 12.
In der Saison 1995/96 startete er international im B-Kader und erreichte im Skisprung-Continental-Cup mit 45 Punkten Rang 127 der Gesamtwertung.
Beim Sommer-Grand-Prix 1996 gelang Tschelowenko mit insgesamt 10 Punkten der 44. Platz der Gesamtwertung. Zu Beginn der Saison 1996/97 gab er am 8. Dezember 1996 sein Debüt im Skisprung-Weltcup. Jedoch sprang er in Kuusamo als 43. an den Punkterängen vorbei. Daraufhin wechselte er in den B-Kader und sprang erneut im Skisprung-Continental-Cup. Obwohl Punkterfolge auch dort ausblieben kam er im Januar 1997 für die österreichischen Springen der Vierschanzentournee 1996/97 zurück in den A-Kader. Zwar blieb er dabei erneut ohne Erfolg, konnte aber Rang 60 der Tournee-Gesamtwertung erreichen. Seinen vierten und letzten Weltcup-Auftritt hatte Tschelowenko in Hakuba Ende Januar. Nachdem er auch dort wieder deutlich die Punkteränge verpasst hatte, wurde er erneut aus dem Kader gestrichen.
Sein letztes internationales Turnier bestritt er mit der Nordischen Skiweltmeisterschaft 1997 in Trondheim. Von der Normalschanze schied er nach einem Sprung auf 73,5 Meter nach Durchgang eins aus und belegte Rang 54 von 58 Startern. Von der Großschanze erreichte er ebenfalls nicht den zweiten Durchgang und landete mit einem Sprung auf 98,5 Meter auf Rang 42. Im Mannschaftswettbewerb landete er gemeinsam mit Waleri Stoljarow, Artur Chamidullin und Alexander Wolkow auf Rang 12.

## Erfolge

### Vierschanzentournee-Platzierungen
| Saison  | Platz | Punkte |
| ------- | ----- | ------ |
| 1996/97 | 60.   | 163,7  |